# Сурин (провинция)
Сурин (тайск. สุรินทร์) — провинция (чангват) в северо-восточной части Таиланда, в регионе Исан.
Административный центр — город Сурин.

## История
Первые следы пребывания человека относятся к временам неолита. Первые поселенцы занимались собирательством и охотой. Древнейшие известные на данный момент поселения и стоянки в Сурине возникли в Бронзовом и начале Железного веков. Предполагается, что эти доисторические поселенцы, являются предками монов и кхмеров.
Наиболее ранние исторические события относятся к периоду Дваравати, древнего буддийского государства монов, существовавшего в IV—XI веках на территории современного Таиланда. В этот период Буддизм становится доминируещей религией на территории современного Сурина.
Позднее, с падением Дваравати, земли становятся частью Кхмерской империи. Сурин имел важное значение для кхмеров. На территории провинции сохранились многочисленные руины кхмерских храмов, наиболее известный из которых храмовый комплекс Прасат Сикхорапхум.
С падением Кхмерской империи в XIII веке Сурин на несколько веков пропадает из исторических хроник вплоть до XVIII века, когда, согласно легенде, глава народа Суай по имени Чиангпум преподнёс в качестве подарка королю Раме I белого слона. Король в благодарность за подарок назначил Чиангпума губернатором провинции и присвоил ему титул луангсуринпхакди. Губернатор перенёс свою родную деревню в новый город, получивший название Пратхаисаман. В 1786 году название города было изменено на Сурин в честь своего основателя.

## Географическое положение
Провинция находится на юге региона Исан примерно в 340 км к востоку от Бангкока. Общая площадь провинции составляет 8124,1 км² и занимает 24-е место по площади среди всех регионов страны.
На севере граничит с провинциями Ройет и Махасаракхам, на востоке — с провинцией Сисакет, на западе — с провинцией Бурирам, на юге — с камбоджийской провинцией Оддармеантьей.
Провинция находится на плато Корат. На юге Сурина пролегает горный хребет Дангрэк, по которому также проходит граница между Таиландом и Камбоджей.
На территории провинции находятся несколько относительно крупных озёр: Ампун, Лампхок и Хуайсаненг. По северу провинции проходит русло реки Мун.

## Административный состав
В состав провинции входят 17 ампхе, состоящие в свою очередь из 158 тамбонов и 2011 мубанов.

## Население
По состоянию на 2015 год население провинции составляет 1 395 024 человек. Плотность населения — 119 чел/км². Численность женской части населения почти равна численности мужской.
На территории провинции проживает значительное число этнических кхмеров. По данным переписи населения в 2000 году 47,2 % населения говорило на кхмерском языке. Также значительную часть населения составляют народы Суай.

## Религия
Подавляющее число жителей провинции исповедуют буддизм (99,72 %). Также в провинции проживает небольшое количество христиан (0,19 %).
В Сурине находится большое количество буддийских храмов, каждый год привлекающих значительное количество паломников.

## Транспорт
На территории провинции располагается открытый в 2002 году аэропорт Сурин.
Также имеется железнодорожное сообщение с Бангкоком и соседними провинциями.